# فاكوندو كوينيون
فاكوندو كوينيون (بالإسبانية: Facundo Quignon)‏ (2 مايو 1993 ببوينس آيرس في الأرجنتين - ) هو لاعب كرة قدم أرجنتيني في مركز الوسط. لعب مع ريفر بليت ونادي سان لورينزو.

## وصلات خارجية
- فاكوندو كوينيون على موقع الاتحاد الدولي (مؤرشف)  (الإنجليزية)
- فاكوندو كوينيون على موقع قاعدة بيانات كرة القدم.إي يو (الإنجليزية)
- فاكوندو كوينيون على موقع Soccerway.com (الإنجليزية)
- فاكوندو كوينيون على موقع AS.com (الإسبانية)